# 525
Ano 525 (DXXV) foi um ano comum que começou em uma quarta-feira, com a letra dominical E. Na época, ficou conhecido como o Ano do Consulado de Probo e Filoxeno.
| Ano completo                        |
| ----------------------------------- |
| Ano comum com início à quarta-feira |

## Eventos

### Por localidade

#### Império Bizantino
- Bernícia (Nordeste da Inglaterra) é colonizada pelos Anglos.

#### Europa
- Rei Teodorico, o Grande envia o Papa João I à Constantinopla para negociar a retirada do édito do imperador bizantino Justino contra a Cristandade Ariana.
- Tribos francas sob o comando do rei Clotário I pilham a Borgonha.

## Nascimentos
- Alexandre de Trales, médico (data aproximada)
- João Clímaco, monge e escritor.
- Justino, aristocrata e general Bizantino. (m. 566)
- Leovigildo, Rei dos Visigodos (m. 586)

## Mortes
- Boécio, filósofo e escritor romano (ou 524)